# David Guramishvili
Tavadi David Guramishvili (en georgiano: დავით გურამიშვილი) fue un poeta georgiano de la literatura georgiana prerromántica. Es conocido por escribir Davitiani, un libro autobiográfico de poesía que relata sus años de servicio en el ejército ruso en el extranjero.